# Pamela Barrington
Pamela Barrington, pseudonyme de Muriel Vere Mant, née le 9 août 1904 et décédée le 12 avril 1986 à Winchelsea, Sussex de l'Est, est un auteur britannique de roman policier. Elle signe également ses œuvres des pseudonymes Charles Barling ou P.V. Barrington.

## Biographie
Née dans un milieu aisé, Muriel Vere Mant épouse Charles Schuldham Barling (1915-1985), héritier d’une riche famille d’épiciers et de drapiers de la petite ville balnéaire de Winchelsea.
Elle adopte le pseudonyme de Pamela Barrington pour publier en 1932 un premier roman, White Pierrot, qui n’obtient aucun succès. Elle cesse alors d’écrire pendant quinze ans, puis reprend la plume pour se lancer dans le roman policier mâtiné de romance. Elle enchaîne dès lors les titres à un rythme soutenu. Dans les années 1960, elle donne des romans policiers moins sentimentaux, ce qui la pousse à emprunter le nom de son mari pour écouler cette production sous le pseudonyme de Charles Barling.
Elle a donné vie à trois enquêteurs récurrents : l’inspecteur George Marshall, l’inspecteur George Travers et l’inspecteur Henderson. Ces héros apparaissent dans des romans signés de l’un ou l’autre de ses pseudonymes.  Ainsi, l’inspecteur Marshall mène l’enquête dans The Rest is Silence (1951) de Pamela Barrington, dans Pas assez malin, Mr Boon de Charles Barling et dans La Nuit des coups de P.V. Barrington, le seul roman signé de ce pseudonyme.
Elle meurt dans sa demeure de Hastings Road, Winchelsea, en avril 1986, n’ayant survécu que quelques mois à la disparition de son mari. 

## Œuvre

### Romans

#### Signés Pamela Barrington
- White Pierrot (1932)
- Saga of a Scoundrel (1947)
- The Changing Heart (1948)
- The Triangle Has Four Sides (1949)
- Forty-Three Candles for Mr Beamish (1950)
- Mr Hedley’s Private Hell (1950)
- The Rest is Silence (1951)
- The Mortimer Story (1952)
- Account Rendered (1953)
- Among Those Present (1953)
- The Fourth Victim (1958) Publié en français sous le titre Une femme très douce, Paris, Librairie des Champs-Élysées, Le Masque no 1079, 1969
- By Some Person Unknown (1960)
- The Gentle Killer (1961)
- Final Judgement (1964)
- Cage Without Bars (1966)
- A Game of Murder (1967)
- Slow Poison (1967)
- Accessory to Murder (1968) Publié en français et signé Charles Barling sous le titre Le Tiroir secret, Paris, Librairie des Champs-Élysées, Le Masque no 1058, 1969
- My Friend Judas (1968)

#### Signés Charles Barling
- Afternoon of Violence (1963)
- Motive for Murder (1963)
- Appointment with Death (1964)
- Time to Kill (1965) Publié en français sous le titre Deux petites femmes charmantes, Paris, Librairie des Champs-Élysées, Le Masque no 983, 1967
- The Crime Against Judy Bishop (1966)
- Confession of Murder (1967) Publié en français sous le titre Remettre en main propre, Paris, Librairie des Champs-Élysées, Le Masque no 1028, 1968
- Death of a Shrew (1968)
- A Marked Man (1968) Publié en français sous le titre Pas assez malin, Mr Boon, Paris, Librairie des Champs-Élysées, Le Masque no 1136, 1969 ; réédition, Paris, Librairie des Champs-Élysées, Le Club des Masques no 344, 1978

#### Signé P.V. Barrington
- Night of Violence (1959) Publié en français sous le titre La Nuit des coups, Paris, Presses internationales, coll. Inter-Police no 60, 1961

## Sources
- Jacques Baudou et Jean-Jacques Schleret, Le Vrai Visage du Masque, vol. 1, Paris, Futuropolis, 1984, 476 p. (OCLC 311506692), p. 48 et 50.